# Scilla (település)
Scilla  község (comune) Calabria régiójában, Reggio Calabria megyében.

## Fekvése
A Scilla-fok területén fekszik, a Messinai-szorosban. Határai: Bagnara Calabra, Fiumara, Roccaforte del Greco, San Roberto, Sant’Eufemia d’Aspromonte, Santo Stefano in Aspromonte, Sinopoli és Villa San Giovanni.

## Története
Nevét Szkülláról (latinul Scylla) a görög mitológia egyik tengeri szörnyéről kapta.
Az első település ezen a vidéken az i. e. 5 században épült ki, amikor Rhegium türannosza egy erődítményt épített a Scilla-fok sziklás kiszögelésén. Sztrabón feljegyzéseiből tudni, hogy az erődítményt a kalózok elleni védelemként építették. Az i. e. 2   században, a pürrhoszi háborút követően a rómaiak fennhatósága alá került Oppidum Scyllaeum néven. Miután a rómaiak meghódították Rhegiumot, majd Szicíliát, az erődítmény stratégiai jelentősége lecsökkent, a Nyugatrómai Birodalom bukása idejére pedig teljesen elnéptelenedett. A 8–9. században baziliánus szerzetesek építettek egy kolostort ezen a területen, ami a középkori új település magját képezte. Korabeli épületeinek nagy része az 1783-as calabriai földrengésben elpusztult. A 19. században nyerte el önállóságát, amikor a Nápolyi Királyságban felszámolták a feudalizmust.

## Népessége
A népesség számának alakulása:

## Főbb látnivalói
- a Szent Rókus (San Rocco)-templom
- az ókori város romjai
- a partmenti sziklákon fekvő Castello dei Ruffo erőd
- a festői Chianalea halásznegyed, lépcsőzetesen elhelyezkedő házaival
- strandját Európa legszebb strandjai közé sorolják
- a Marina Grande tengerparti üdülőtelep